# Cycas yorkiana
Cycas yorkiana es una especie de Cycadopsida del género Cycas, de la familia Cycadaceae, del orden Cycadales.

## Distribución
Cycas yorkiana se distribuye por Australia (Queensland).

## Taxonomía
Fue descrita científicamente por Kenneth D. Hill. Fue publicado por primera vez en Telopea 7(1): 18-19, fig. 8. en 1996.